# Bromsberrow
Bromsberrow – wieś w Anglii, w hrabstwie Gloucestershire, w dystrykcie Forest of Dean. Leży 18 km na północny zachód od miasta Gloucester i 165 km na zachód od Londynu.